# Le mot juste
Le mot juste (franska för "det precisa ordet") betecknar ett språkligt ideal, där ett ord passar exakt för att beskriva det som en skribent vill uttrycka. Termen myntades av den franska 1800-talsförfattaren Gustave Flaubert, som i sitt eget skrivande ständigt sökte efter le mot juste och aldrig nöjde sig med klichéer eller ord som bara nästan uttryckte vad han ville få fram.